# Казанбаев, Шарифзян Габдурахманович
Шарифзян Габдурахманович Казанбаев (тат. Шәрифҗан Габдрахман улы Казанбаев)  (1916—1944) — Гвардии старшина Рабоче-крестьянской Красной Армии, участник Великой Отечественной войны, Герой Советского Союза (1944).

## Биография
Шарифзян Казанбаев родился 16 ноября 1916 года в селе Сараши (ныне — Бардымский район Пермского края). Татарин.
Окончил школу-семилетку и курсы дорожных мастеров в Свердловске, после чего работал на родине по специальности, позднее стал председателем сельпо.
В 1938 году Казанбаев был призван на службу в Рабоче-крестьянскую Красную Армию. С 1941 года — на фронтах Великой Отечественной войны. Принимал участие в боях на Воронежском, Северо-Западном, Степном, 2-м Украинском фронтах. К марту 1944 года гвардии старшина Шарифзян Казанбаев командовал отделением комендантского взвода 14-го гвардейского воздушно-десантного полка 6-й гвардейской воздушно-десантной дивизии 4-й гвардейской армии 2-го Украинского фронта. Отличился во время освобождения Молдавской ССР.
31 марта 1944 года Казанбаев в составе своего полка участвовал в рейде во вражеский тыл и освобождении села Чокылтяны Оргеевского района Молдавской ССР, благодаря чему были перерезаны пути отхода противника. Немецкие войска атаковали позиции полка. Когда ситуация стала критической, начальник штаба полка поручил отделению Казанбаева спасти полковое Знамя. Отделение пробивалось навстречу ведущим наступление основным советским силам. Когда из всего отделения в живых остался только получивший тяжёлые ранения Казанбаев, он зарыл Знамя в землю. Встретив кавалерийский разъезд, он сообщил, где находится Знамя, и вскоре скончался от полученных ранений. Похоронен в Чокылтянах.
Указом Президиума Верховного Совета СССР от 13 сентября 1944 года за «образцовое выполнение боевых заданий командования на фронте борьбы с немецкими захватчиками и проявленные при этом мужество и героизм» гвардии старшина Шарифзян Казанбаев посмертно был удостоен высокого звания Героя Советского Союза. Был также награждён орденом Ленина и медалью.

## Память
- В честь Казанбаева названа улица и школа, установлен обелиск в Сарашах[2].